# Eocarcharia dinops
Eocarcharia dinops és una espècie de dinosaure teròpode carcarodontosàurid que va viure fa uns 110 milions d'anys en el que avui en dia és el Sàhara del Níger. Fou descobert l'any 2000 en una expedició liderada pel paleontòleg de la Universitat de Chicago Paul Sereno.